# Wilhy Sandberg
Willy Sandberg, född Wilhy Gerhard Sandberg 1 januari 1929 i Norrköping, svensk dansare och koreograf.

## Filmografi
- 1954 - Balettprogram

## Koreografi
- 1963 - Så växte vår värld
- 1962 - Maximum
- 1957 - Värmlänningarna
- 1955 - Carl Milles en världsberömd svensk